# Laura Kampf
Laura Kampf (* 15. August 1983 in Köln) ist eine deutsche Heimwerkerin, Künstlerin, Webvideoproduzentin und Podcasterin.

## Leben und Karriere
Laura Kampf stammt aus dem nordrhein-westfälischen Wiehl. Nach ihrem Abitur begann sie eine Ausbildung zur Mediengestalterin. 2006 wechselte sie zur Fachhochschule Düsseldorf und studierte dort bis 2012 Kommunikationsdesign. Schon während ihres Studiums entwickelte Kampf Interesse für die Maker-Szene, richtete sich eine Werkstatt ein und begann mit dem Verkauf selbstgebauter Möbel und Lampen. Parallel dazu entwickelte sie Ideen für Webvideos und startete einen eigenen Kanal auf Youtube, auf dem sie ihre eigenen Do-it-yourself-Projekte dokumentierte.
2017 trat Kampf im Rahmen der Reihe Adam Savage’s One Day Builds erstmals gemeinsam mit dem amerikanischen Maker Adam Savage auf. Durch dieses Video sowie Besuche auf verschiedenen internationalen Maker Faires wurde Kampf einem breiteren internationalen Publikum bekannt. In der Folge produzierte sie weitere Videos mit Savage und anderen international bekannten Makern.
Für den Kinderkanal (KiKA) produzierte Kampf zusammen mit Johannes Büchs zwei Staffeln der Serie Schrott or Not, welche 2017 bis 2018 ausgestrahlt wurden. Außerdem produzierte sie 2018 Lauras Machgeschichten für die Sendung mit der Maus. Seit 2020 ist sie mit den Machgeschichten regelmäßig in der Sendung zu sehen und fester Teil des Moderatorenteams.
Im Sommer 2019 baute Kampf zusammen mit einem Team um die schwedische Makerin Simone Giertz ein Tesla Model 3 zu einem Pickup-Truck um. Im selben Jahr war sie erstmals für den Goldene Kamera Digital Award in der Kategorie „Best of Education & Coaching“ nominiert, welchen sie 2020 gewann.
Seit Mai 2019 veröffentlicht sie mit Melanie Raabe den Podcast Raabe & Kampf zu Themen rund um Kunst, Kreativität und das Freiberuflerinnendasein.
Kampf ist verheiratet mit Corinne Brinkerhoff.

## Auszeichnungen
- 2020: Goldene Kamera Digital Award in der Kategorie „Best of Education & Coaching“[11]

- 2021: Webby Award für das Projekt „Fire Up 2021“ in der Kategorie Live Experiences[12]